# Provincia de Izumi
La provincia de Izumi (和泉国 Izumi no kuni?) fue una antigua provincia japonesa, ubicada en la Región de Kinki o Kansai. Su área coincide con la parte suroccidental de la actual prefectura de Osaka. Originalmente era parte de la provincia de Kawachi. Izumi también era conocida como Senshū  (泉州?).